# 45-й експериментальний механічний завод
45-й експериментальний механічний завод — державне підприємство промислового комплексу України, розташоване у Вінниці. Підприємство здійснює виробництво, ремонт й технічне обслуговування технічних засобів транспортування, заправлення, перекачування й зберігання нафтопродуктів.

## Історія

### 1943—1991
Наказ про створення заводу було підписано 10 липня 1943 року. Завод було засновано у вересні 1943 року.
Знаходився в підпорядкуванні міністерства оборони СРСР.
В 1950 році профіль заводу змінився, з ремонтного він став машинобудівним.
16 липня 1986 року Указом Президії Верховної Ради СРСР завод було нагороджено орденом Трудового Червоного Прапора.

### 1992—2014
Після відновлення незалежності України, завод було перепідпорядковано міністерству оборони України й він став провідним підприємством України з виробництва технічних засобів транспортування, заправки, перекачування й зберігання нафтопродуктів.
З 1992 до 2000 року завод відчував спад виробництва, але 2001 рік став роком зростання обсягів виробництва продукції й продуктивності праці.
27 липня 1998 року завод було внесено до переліку підприємств, які мають стратегічне значення для економіки та безпеки України.
В 1999 році завод було внесено до переліку підприємств оборонно-промислового комплексу України, звільнених від сплати податку на землю (площа території заводу складала 32,7 га).
В 2008 році завод мав можливість:
- виготовляти й ремонтувати автоцистерни й причепи-цистерни:
  - на шасі ГАЗ-3307, ГАЗ-3309, ГАЗ-5312, ЗІЛ-130, ЗІЛ-431410, ЗІЛ-4331, МАЗ-53371, МАЗ-53373, КамАЗ-5320, Урал-4320;
  - на причепах ГКБ-8328, СЗАП-8352-01;
  - на напівпричепах ОДАЗ-93571, ОДАЗ-9385, ОДАЗ-9370[3]
- виготовляти й ремонтувати мотонасосні установки для перекачування бензину, дизельного палива, гасу, оливи[3]
- виготовляти й ремонтувати обладнання для оснащення автозаправних станцій (в тому числі, мірники, паливнороздаточні колонки, роздаточні крани, засувки, поворотні заглушки, дихальні клапани, вогнезахисні клапани й резервуари)[3]
- виготовляти й ремонтувати насоси й насосні агрегати для перекачування води, спирту, палива, агресивних рідин[3]
- здійснювати капітальний ремонт автоцистерн, цистерн-причепів, електронасосних агрегатів[3]

В 2008 році завод отримав контракт на виготовлення партії паливозаправників
Після створення в грудні 2010 року державного концерну «Укроборонпром», в 2011 році завод було включено до його складу.
В 2011 році завод освоїв серійне виробництво автоцистерн. В цьому ж році завод отримав ліцензію міністерства промислової політики України на роботи з ремонту, модернізації й розробки бронетехніки.
Станом на початок вересня 2011 року, завод займав 22 тис. га (в тому числі, 8 тис. площ приміщень й споруд), які використовувались на третину; загальна кількість робітників заводу складала 340 осіб. Як повідомив у інтерв'ю директор заводу Миколай Чумак, завод налагодив виробництво обладнаних молокоприймальних пунктів і запланував подальше розширення асортименту продукції.
В серпні 2012 року директор заводу Миколай Чумак повідомив, що підприємство вже майже п'ять років працює фактично на межі банкрутства, а без підтримки регіональної влади взагалі б вже зупинився. В цей час загальна кількість робітників заводу складала 340 осіб.
15 листопада 2012 року на озброєння збройних сил України була прийнята автоцистерна АЦ-40 (43114) на базі КамАЗ-43114, виробництво якої ведеться на 45-му експериментальному механічному заводі.
23 листопада 2012 року міжвідомчею комісією з реструктуризації підприємств міністерства оборони України було затверджено реструктуризацію 21 підприємства міністерства оборони України, до яких потрапив й 45- експериментальний механічний завод.
5 березня 2013 року оголошено про намір уряду України об1єднати 45-й експериментальний механічний завод з ООО «732-й Вінницький ремонтний завод», що викликало занепокоєння у робітників 732-го заводу
7 червня 2013 року було підписано Меморандум про співробітництво між ДК «Укроборонпром», адміністрацією заводу, Вінницькою державною адміністрацією й Вінницькою міською радою, відповідно до якого з метою прискорення реструктуризації підприємств міністерства оборони прийнято рішення щодо об'єднання двох державних підприємств: 45-го експериментального механічного заводу й ООО «732-й Вінницький ремонтний завод».
В середині 2013 року 45-й завод і ОАО «АвтоКрАЗ» заключили контракт на 20 млн гривень на виготовлення 209 автоцистерн для перевезення пального на шасі КрАЗ-6322 для Арабської Республіки Єгипет. Заводом був освоєний випуск нового типу продукції: автоцистерни-паливозаправника КрАЗ АЦ-12-63221 з цистерною для перевезення світлих нафтопродуктів об'ємом 12 м³. 22 жовтня 2013 замовнику передали перші 50 автоцистерн, 17 грудня 2013 — ще 50 автоцистерн. В період до 28 березня 2014 року було виготовлено 160 автоцистерн, до кінця 2014 року було виготовлено всі 209 автоцистерн.
Крім того, у вересні 2013 року для Туркменістану на шасі КрАЗ-6322 було виготовлено 10 автоцистерн АЦНГ-8-6322 з цистерною об'ємом 8 м³.

### Після 22 лютого 2014
В березні 2014 року завод було залучено до виконання військового замовлення з відновлення й ремонту техніки й військового майна Збройних Сил України, кількість робітників заводу збільшено на 120 осіб й склала майже 450 осіб. Після початку бойових дій на сході України обсяг робіт з виконання оборонного замовлення було збільшено.
- 26 червня 2014 міністерство оборони України виділило заводу 26,55 млн гривень на ремонт техніки для транспортування нафтопродуктів[17]; вже в липні 2014 завод завершив ремонт й передав до військ перші з 70 автозаправників, які надійшли на ремонт[18] (всього до кінця 2014 року на заводі було заплановано відремонтувати більше 210 одиниць автомобільної техніки збройних сил України)[19]
- в серпні 2014 року на заводі в ініціативному порядку була розроблена машина вогневої підтримки піхоти «Джокер» (переобладнаний БТР-80, озброєний чотирма гранатометами СПГ-9 й з встановленими ґратковими протикомулятивними екранами). Бронемашина була виготовлена в одному екземплярі[20] й передана на озброєння полку «Ягуар» Національної гвардії України[21][1].
- 29 грудня 2014 для центральної бази забезпечення пально-мастильними матеріалами Національної гвардії України були передані 8 паливозаправників[22][23].

Крім того, підприємством було освоєно виготовлення нової продукції:
- так, в 2014 році в ініціативному порядку інженерами заводу були розроблені й виготовлені два нових типи машин: паливозаправник на шасі МАЗ-5309 й автоцистерна на шасі МАЗ-4370[1]
- 10 жовтня 2014 завод виготовив й передав 9-му батальйону територіальної оборони одну рухому лазню з резервуаром на 4 тонни води й дров'яною піччю[24].

Загальна вартість продукції, виготовленої заводом за 2014 рік склала більше 30 млн гривень.
- 3 січня 2015 завод закінчив ремонт й передав до війська три бронетранспортери (на які було встановлено виготовлені заводом комплекти ґраткових протикомулятивних екранів)[25][26]. В цей же день завод відправив на Донбас один експериментальний зразок житлового модуля, розрахованого на розміщення шести військовослужбовців, який може використовуватися, як мобільний блокпост[27][26]. Крім того, в цей же час завод продовжував ремонт та модернізацію «майже 15 одиниць бронетехніки»[28]
- 6 березня 2015 року завод передав Національній гвардії України ще п'ять відремонтованих БТР-70[29] з встановленими протикомулятивними екранами[30][31]
- 9 квітня 2015 року завод передав ще один відремонтований бронетранспортер спецпідрозділу «Вінница-2» МВС України[32] й 25 відремонтованих автоцистерн АЦ-5,5-4320М міністерству оборони України[33]
- 18 грудня 2015 завод передав до військ два автозаправники АЦ-12-63221 на шасі КрАЗ-63321 (повідомляється, що це перші заправники такої моделі, які поступили до збройних сил України) й розпочав виготовлення заправника АПЗ-5-437041 для Національної гвардії України[2]. Особливістю автозаправників АЦ-12-63221, виготовлених для українського війська, стало розділення цистерни на два відсіки (що дозволяє перевозити в одному заправнику одразу два види палива)[34]

В період з початку січня до 8 липня 2016 року завод відремонтував й передав до військ більше 30 одиниць військової техніки (в тому числі, один БТР-80, один «Spartan», один БТР-60 й одну БРДМ-2). В ході ремонту техніка проходила модернізацію: одна БРДМ-2 була оснащена двигуном «ISUZU» південнокорейського виробництва, один БТР-60 було оснащено дизельним двигуном американського виробництва.
В лютому 2016 року керівництво ДК «Укроборонпром» оголосило про намір залучити підприємство до виконання державної програми імпортозаміщення.
6 жовтня 2017 року відбулась урочиста передача військової техніки для Збройних Сил України, яка була модернізована на замовлення оборонного відомства на Державному підприємстві «45 експериментальний механічний завод». Всього для потреб війська було передано 26 паливозаправників АЦ-5,5 на базі автомобіля «УРАЛ-4320» та 6 одиниць танкоремонтних майстерень ТРМ-80 і МТО-80.
17 жовтня 2017 року Нa території «45-го експериментального заводу» у м. Вінниця розпочало свою роботу нове підприємство: ДП «Електричні Системи» у співпраці з американською компанією Delphi відкрили виробництво електроджгутів для автомобільного концерну «Mercedes».
14 лютого 2018 року завод передав 5 автоцистерн АЦ-12-63221 й до кінця року на замовлення МО України має виготовити ще шість. Для НГУ замовлено близько 20 одиниць техніки. Також планується розробка паливозаправників для малої авіації. На 20 лютого запланована презентація ремонтної автомайстерні.
15 лютого 2018 року відбулася офіційна передача 5 паливозаправників АЦ-12-63221 й було оголошено, що в зв'язку зі збільшенням фінансування в рамках ДОЗ на запит збільшення замовлення існує можливість виготовити 16 одиниць, окрім модернізації розконсервованих 30 од. Також продовжується модернізація підприємства.
На виставці «Зброя та безпека — 2018» заводом вперше було продемонстровано рухому ремонтно-зарядну станцію ПРЗС-70.

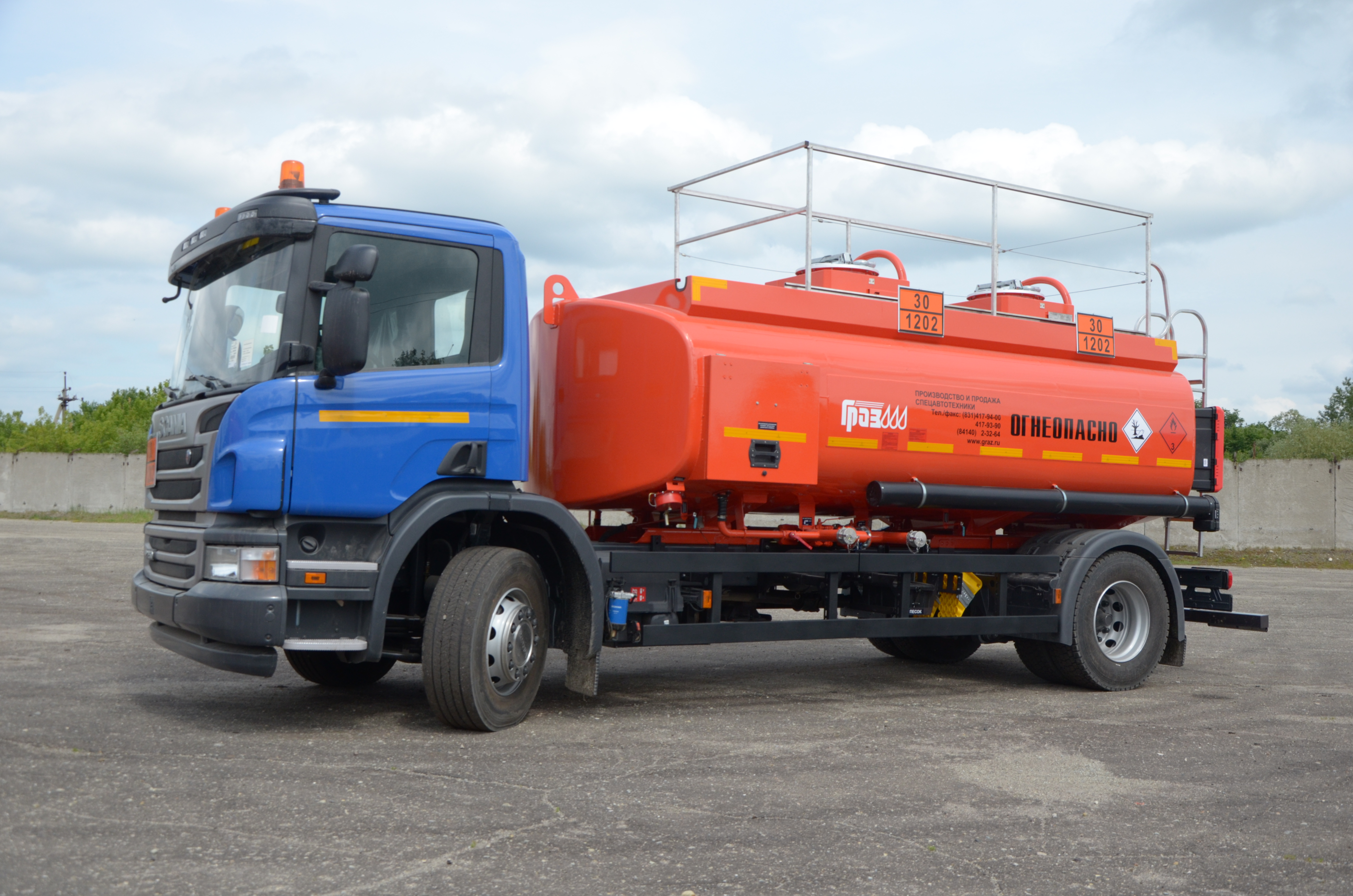
Бензовоз

Наприкінці 2019 року підприємство представило свою нову розробку — авіазаправник АПЗ-20-632218. Вага машини становить 32 тонни, а місткість авіаційного палива — 20 м³. Розробка та виготовлення цього зразка здійснювалась в інтересах авіаційного підрозділу Національної Гвардії України, проте за потреби ця продукція може постачатися як до Збройних Сил України, так і на цивільний ринок. Вартість машини без шасі становить 1 млн 300 тис. гривень.
В квітні 2021 року стало відомо, що вінницьке Державне підприємство «45-й експериментальний механічний завод» буде встановлювати німецькі дизельні двигуни Deutz на автомобілі ЗІЛ-131 української армії.

## Додаткова інформація
- біля входу на завод на постаменті встановлена автоцистерна ЗІЛ-157 (виробництво яких раніше велося на заводі)